# Louis Eugène Cavaignac
Louis Eugène Cavaignac (Parigi, 15 ottobre 1802 – Flée, 28 ottobre 1857) è stato un politico e generale francese.

## Biografia
Figlio del convenzionale montagnardo e regicida Jean-Baptiste Cavaignac e di sua moglie, Marie-Julie de Corancez, era fratello minore del repubblicano Godefroy Cavaignac.
Suo padre venne nominato direttore del demanio, delle acque e delle foreste del regno di Napoli durante il regno di Giuseppe Bonaparte e poi di Gioacchino Murat, e pertanto dal 1808 al 1812 Louis Eugène visse in Italia. Con il crollo dell'impero napoleonico e l'avvento della Restaurazione, suo padre dovette lasciare la Francia e si portò in esilio a Bruxelles. Sua madre invece rimase a Parigi coi tre figli tra cui Louis Eugène, vivendo in semi-indigenza. Frequentò il collegio Santa Barbara dove si distinse in particolare nello studio della matematica.
Venne ammesso all'Ecole polytechnique nel 1820 per poi proseguire la propria formazione dal 1822 al 1824 presso l'École d'application d'artillerie di Metz. Entrò nel corpo del genio e divenne capitano del 2º reggimento, partecipando quindi nel 1828-1829 alla spedizione in Morea che permise l'evacuazione delle truppe turco-egiziane dalle principali piazzaforti del Peloponneso durante la guerra d'indipendenza greca.
Partecipò alla conquista francese dell'Algeria. Il governo repubblicano lo nominò governatore dell'Algeria e subito dopo ministro della guerra. In quella veste Cavaignac fu organizzatore della sanguinosa repressione della rivolta operaia del giugno 1848 contro il governo conservatore francese. Divenne subito dopo Primo Ministro, carica che tenne dal 28 giugno al 20 dicembre 1848. In quell'anno si presentò da indipendente alle elezioni presidenziali contro Luigi Napoleone nelle quali, nonostante fosse il favorito, ottenne solo il 19.81% dei voti. All'avvento del Secondo Impero, lasciò l'esercito e si dedicò al giornalismo. Fu direttore del giornale antibonapartista Le Siècle.
Era padre dell'uomo politico e ministro Jacques Marie Eugène Godefroy Cavaignac e nonno dello storico Eugène Cavaignac.